# Marc McClure
Marc McClure (San Mateo, 31 marzo 1957) è un attore statunitense.

## Biografia
Nel 1978 Marc McClure è tra i protagonisti del film 1964: Allarme a New York arrivano i Beatles, per la regia di Robert Zemeckis.
È diventato famoso interpretando il personaggio di Jimmy Olsen nel ciclo dei film su Superman: Superman (1978), che lo vede tra i protagonisti insieme a Christopher Reeve, Gene Hackman e Marlon Brando, Superman II (1980), Superman III (1983), Supergirl (1984) e Superman IV (1987). Marc McClure è l'unico attore ad apparire in tutti e quattro i film incentrati su Superman e nel film spin-off Supergirl - La ragazza d'acciaio.
Nel 2008, McClure è tornato nel mondo di Superman nella serie Smallville, interpretando Dax-Ur, lo scienziato kryptoniano che ha creato Brainiac.

## Filmografia parziale

### Cinema
- 1964: Allarme a New York arrivano i Beatles (I Wanna Hold Your Hand), regia di Robert Zemeckis (1978)
- Superman, regia di Richard Donner (1978)
- Superman II, regia di Richard Lester (1980)
- America, America (Pandemonium), regia di Alfred Sole (1982)
- Superman III, regia di Richard Lester (1983)
- Supergirl - La ragazza d'acciaio (Supergirl), regia di Jeannot Szwarc (1984)
- Ritorno al futuro (Back to the Future), regia di Robert Zemeckis (1985)
- Superman IV (Superman IV: The Quest for Peace), regia di Sidney J. Furie (1987)
- Ritorno al futuro - Parte II (Back to the Future Part II), regia di Robert Zemeckis (1989) - non accreditato (scena eliminata)
- Ritorno al futuro - Parte III (Back to the Future Part III), regia di Robert Zemeckis (1990)
- Apollo 13, regia di Ron Howard (1995)
- Quel pazzo venerdì (Freaky Friday), regia di Mark Waters (2003)
- Hercules - Il cane di Babbo Natale (Hercules Saves Christmas Santa's Dog), regia di Edward Hightower (2011)
- Justice League, regia di Zack Snyder (2017)
- Zack Snyder's Justice League, regia di Zack Snyder (2021)

### Televisione
- California Fever -  serie TV, 10 episodi (1979)
- E.R. - Medici in prima linea (ER) - serie TV, episodio 9x02 (2002)
- Smallville - serie TV, episodio 7x10 (2008)
- Il doppio volto della follia (Imaginary Friend), regia di Richard Gabai – film TV (2012)

## Doppiatori italiani
Nelle versioni in italiano delle opere in cui ha recitato, Marc McClure è stato doppiato da:
- Sandro Acerbo in Superman, Superman II, Superman III
- Riccardo Rossi in Tutto accadde un venerdì, Happy Days
- Roberto Chevalier in Ritorno al futuro, Ritorno al futuro - Parte III
- Oliviero Dinelli in Smallville, Il doppio volto della follia
- Vittorio Stagni ne La famiglia Bradford
- Pino Ammendola in California Fever
- Marzio Margine in Supergirl - La ragazza d'acciaio
- Massimo Pizzirani in Superman IV
- Vittorio De Angelis in Uno strano caso
- Sergio Di Giulio in The Shield
- Stefano Valli in Quel pazzo venerdì
- Stefano Santerini in Frost/Nixon - Il duello
- Silvio Anselmo in Justice League
- Massimiliano Alto in Superman (ridoppiaggio)